# Лю-Верн (Айова)
Лю-Верн (англ. Lu Verne) — місто (англ. city) в США, в округах Кошут і Гумбольдт штату Айова. Населення — 258 осіб (2020).

## Географія
Лю-Верн розташований за координатами 42°54′33″ пн. ш. 94°5′1″ зх. д. / 42.90917° пн. ш. 94.08361° зх. д. (42.909228, -94.083627).  За даними Бюро перепису населення США в 2010 році місто мало площу 5,85 км², уся площа — суходіл.

## Демографія
Згідно з переписом 2010 року, у місті мешкала 261 особа в 117 домогосподарствах у складі 72 родин. Густота населення становила 45 осіб/км².  Було 152 помешкання (26/км²).
Расовий склад населення:
| - 96,9 % — білих - 1,5 % — корінних американців |

До двох чи більше рас належало 1,1 %. Частка іспаномовних становила 3,8 % від усіх жителів.
За віковим діапазоном населення розподілялося таким чином: 23,4 % — особи молодші 18 років, 56,7 % — особи у віці 18—64 років, 19,9 % — особи у віці 65 років та старші. Медіана віку мешканця становила 42,1 року. На 100 осіб жіночої статі у місті припадало 91,9 чоловіків;  на 100 жінок у віці від 18 років та старших — 96,1 чоловіків також старших 18 років.
Середній дохід на одне домашнє господарство  становив 44 823 долари США (медіана — 34 250), а середній дохід на одну сім'ю — 44 437 доларів (медіана — 39 821). За межею бідності перебувало 28,9 % осіб, у тому числі 48,4 % дітей у віці до 18 років та 2,6 % осіб у віці 65 років та старших.
Цивільне працевлаштоване населення становило 157 осіб. Основні галузі зайнятості: виробництво — 24,8 %, освіта, охорона здоров'я та соціальна допомога — 19,1 %, мистецтво, розваги та відпочинок — 13,4 %, роздрібна торгівля — 12,7 %.